# Peter Jackson (écrivain)
Pour les articles homonymes, voir Peter Jackson (homonymie) et Jackson.
Peter Jackson, né le 27 janvier 1926 à Londres et mort le 8 décembre 2016, est un écrivain et photographe britannique, diplômé de l'université de Cambridge. 

## Biographie
Spécialiste des félins, Peter Jackson a été directeur de l'information au fonds mondial pour la Nature (WWF) et du groupe spécialiste des félins de l'Union internationale pour la conservation de la nature (UICN). Correspondant du sous-continent indien pour l'agence Reuters, il a également collaboré avec la BBC.
En 1956, Peter Jackson et son épouse Adrienne Farrell Jackson rencontrent en tant que correspondants de Reuters le dalaï-lama en visite en Inde pour le 2500e anniversaire de la mort du Bouddha. 
En 1959, Jackson et Farrell font un scoop avec leurs reportages exclusifs sur la fuite du dalaï-lama du Tibet dans une tempête de poussière et son arrivée en Inde en 1959,. 
Il a publié de nombreux ouvrages sur les félins et leur sauvegarde. Le nom scientifique du tigre de Malaisie Panthera tigris jacksoni a été donné en son honneur.